# Coincya monensis
Espèce
Synonymes
- Brassica humilis f. saxatilis (Lam.) Coss.[2]
- Brassica monensis (L.) Huds.[2]
- Brassica saxatilis (Lam.) Amo[2]
- Brassicaria saxatilis (Lam.) Gillet & Magne[2]
- Brassicella monensis (L.) O.E.Schulz[2]
- Coincya monensis subsp. monensis[2]
- Erucastrum monense (L.) Link[2]
- Hutera monensis (L.) Gomez-Campo[2]
- Rhynchosinapis monensis (L.) Dandy[2]
- Sinapis monensis (L.) Bab.[2]
- Sisymbrium monense L.[2]

Coincya monensis, la Coincye de Mona, la Moutarde giroflée de Mona ou le Chou giroflée de Mona, est une espèce de plantes à fleurs herbacée de la famille des Brassicaceae. 

## Liste des variétés et sous-espèces
Selon The Plant List (26 avril 2020), Catalogue of Life (26 avril 2020) et Tropicos (26 avril 2020) (Attention liste brute contenant possiblement des synonymes) :
- Coincya monensis subsp. cheiranthos (Vill.) C.Aedo Pérez, Leadlay & Muñoz Garm.
- Coincya monensis subsp. hispida (Cav.) Leadlay
- Coincya monensis subsp. monensis (endémique britannique)
- Coincya monensis subsp. nevadensis (Willk.) Leadlay
- Coincya monensis subsp. orophila (Franco) C.Aedo Pérez, Leadlay & Muñoz Garm.
- Coincya monensis subsp. puberula (Pau) Leadlay
- Coincya monensis subsp. recurvata Brassica cheiranthos Vill., 1779
- Coincya monensis var. granatensis (O.E.Schulz) Leadlay
- Coincya monensis var. johnstonii (Samp.) Leadlay
- Coincya monensis var. recurvata (All.) Leadlay
- Coincya monensis var. setigera (Lange) Leadlay